# 西霍里桑 (佛羅里達州)
西霍里桑（英語：Horizon West）是位於美國佛羅里達州橙縣的一個人口普查指定地區。

## 地理
西霍里桑的座標為28°25′02″N 81°37′21″W / 28.41722°N 81.62250°W，而該地最高點為海拔高度38米（即125英尺）。

## 人口
根據2010年美國人口普查的數據，西霍里桑的面積為98.60平方千米，當中陸地面積為83.30平方千米，而水域面積為13.30平方千米。當地共有人口14000人，而人口密度為每平方千米141人。